# NGC 1279
NGC 1279 è una galassia lenticolare situata nella costellazione di Perseo, a una distanza di circa 343 milioni di anni luce dalla nostra Via Lattea.

## Scoperta
La galassia è stata scoperta il 12 dicembre 1876 dall'astronomo irlandese di origine danese John Dreyer, l'autore del New General Catalogue.

## Descrizione
NGC 1279 fa parte dell'Ammasso di Perseo.

## Gruppo di NGC 1275
Secondo l'articolo pubblicato da Garcia nel 1993, NGC 1279 fa parte del Gruppo di NGC 1275, un raggruppamento di galassie che comprende almeno 48 membri tra cui NGC 1224, NGC 1267, NGC 1270, NGC 1275, NGC 1277, NGC 1279, IC 288, IC 294, IC 310 e IC 312. È da notare tuttavia che la distanza media del gruppo dalla nostra Via Lattea è di 74,0 Mpc, mentre NGC 1279 si trova a una distanza di 105,1 Mpc e quindi non dovrebbe entrare a far parte di questo gruppo.
L'intero gruppo di NGC 1275 fa parte dell'Ammasso di Perseo (Abell 426).